# Zdeněk Podhůrský
Zdeněk Podhůrský (* 21. března 1959 Praha) je český moderátor, dabingový režisér, zpěvák, herec, fotograf a pedagog.

## Filmografie

### Filmy
- 2008 – Bathory
- 2006 – Prachy dělaj člověka
- 2003 – Strážce duší
- 1998 – Z pekla štěstí
- 1996 – Pinocchiova dobrodružství
- 1994 – Nexus
- 1992 – Černí baroni
- 1991 – Rošáda
- 1989 – Cesta na jihozápad
  - Evropa tančila valčík
- 1988 – Chceš zabít?
  - Chlapci a chlapi
  - Rausch der Verwandlung
- 1987 – Když v ráji pršelo
  - O princezně Jasněnce a létajícím ševci
- 1984 – Až do konce
  - Poslední mejdan
- 1981 – Matěji, proč tě holky nechtějí?
  - Tři spory: Spor architekta Zítka
  - V podstatě jsme normální

### TV pořady
- 2007 – Bailando - Tančím pro tebe
- 2003 – Pálí vám to?!
- 1999 – Banánové rybičky